# Montreuil-l'Argillé

Montreuil-l'Argillé este o comună în departamentul Eure, Franța. În 1 ianuarie 2022 avea o populație de 788 de locuitori.